# Díaz (családnév)
A Díaz spanyol családnév, a Diego keresztnévből ered. Portugál változata Dias.

## Híres Diaz nevű személyek
- Armando Diaz olasz tábornok
- Bartolomeu Dias portugál felfedező
- Cameron Diaz amerikai színésznő
- Carlos Diaz amerikai labdarúgó
- Franklin Chang Díaz Costa Rica-i és amerikai űrhajós, fizikus
- Rafael Hormazábal Díaz chilei labdarúgó-játékvezető
- Jorge Diaz Gálvez chilei nemzetközi labdarúgó-partbíró
- Mariano Díaz Mejía dominikai labdarúgó
- Porfirio Díaz, Mexikó elnöke
- Zoey Diaz amerikai színésznő